# Henry Maske
Henry Maske (Treuenbrietzen, 1964. január 6.) német ökölvívó.

## Amatőr eredményei
- 1983-ban bronzérmes az Európa-bajnokságon.
- 1985-ben Európa-bajnok középsúlyban. A döntőben Füzesy Zoltánt győzte le.
- 1986-ban ezüstérmes a világbajnokságon.
- 1987-ben Európa-bajnok középsúlyban.
- 1988-ban olimpiai bajnok középsúlyban.
- 1989-ben Európa-bajnok középsúlyban.
- 1989-ben világbajnok félnehézsúlyban.
- ötszörös NDK-bajnok (1983, 1985, 1986, 1987, 1988)

## Profi karrierje
1990-ben Németország újraegyesítése után állt profinak. 1993. március 20-án az amerikai Charles Williams legyőzésével lett az IBF félnehézsúlyú világbajnoka. A címét még tíz alkalommal védte meg, majd 1996. november 23-án következett egy címegyesítő mérkőzés az amerikai WBA bajnok Virgil Hill ellen. A mérkőzést megosztott pontozással Hill nyerte és Maske bejelentette visszavonulását.
Több mint tíz év kihagyás után, 2007. március 31-én 43 évesen egy meccs erejéig visszatért egyetlen legyőzője  Virgil Hill ellen, akit pontozással le is győzött.